# 喰田孝一
喰田 孝一（しょくた こういち、1936年1月 - 2019年3月6日）は、日本の高校野球指導者。長く福岡県立東筑高等学校野球部監督を務めた。

## 人物
1936年1月、現在の福岡県飯塚市に生まれる。
幸袋中学校から福岡県立嘉穂東高等学校に進学。1年の時、練習試合で喰田投手の剛球に驚いた福岡県立東筑高等学校は急遽喰田選手の転校を依願し、一年間の対外公式試合禁止を理解のうえで2学期に転校し同校を卒業した。転校後も投手を継続したが仰木彬の投球を受ける捕手として最も優れていたのも喰田であった。1953年（昭和28年）夏の甲子園では捕手として仰木とバッテリーを組んだ。
社会人野球では、都市対抗野球に2度出場した（杵島炭鉱、日炭高松）。1961年、炭鉱不況で野球部が解散、9月に母校である東筑高の野球部監督に就任した。1966年、いったん母校を離れ、九州共立大学八幡西高等学校（後の自由ケ丘高等学校の前身のひとつ）の監督となり八幡西高等学校野球部の礎を創った。九州共立大学の夜間課程に学んで教員資格を取得し1972年に卒業した。
1974年1月に東筑高監督に復帰した。1994年に監督を引退するまで、東筑高監督として、春1回（1985年）、夏2回（1978年、1987年）と、通算3度の甲子園出場を果たした。1995年監督引退後は副部長として母校野球部に関わったが、「総監督」とも通称された。
定年退職後は、北九州市教育委員会嘱託として中学校での野球の指導にあたった。2005年6月、日本高等学校野球連盟により48人選ばれた「イヤー・オブ・ザ・コーチ」のひとりに選ばれた。2019年3月6日、大動脈解離のため死去。
教え子には高信二（のち広島東洋カープ）や中原勇一（のち中日ドラゴンズ）などがいる。
喰田野球（東筑野球）と表現したり、広島東洋カープの積極的走塁に片鱗を見られるというファンも多い。

## 著書
- 監督一代、海鳥社、1995年